# Massimo Natale
Massimo Natale (1962) è un regista e sceneggiatore italiano.

## Biografia
Dal 1981 al 2013 ha svolto l'attività di responsabile della comunicazione e ufficio stampa per varie manifestazioni, enti pubblici e istituzioni private. Dal 1987 è iscritto all'ordine dei giornalisti.
Nel 2010 realizza il suo primo lungometraggio L'estate di Martino. Il film ha vinto nel 2011 il Premio Flaiano di cinematografia premio del pubblico e ricevette la nomination al Globo d'oro nella sezione miglior opera prima.
Nel 2012 ha fondato la Kalitera Production e ha ottenuto il riconoscimento culturale del Ministero dei beni culturali per il film Il traduttore, del quale è regista e produttore, vincendo il premio come miglior film al Gaeta Film Festival del 2016.

## Filmografia

### Cinema

#### Regia
- Amiche (2008) – cortometraggio
- Luglio 80 (2009) – mediometraggio
- L'estate di Martino (2010)
- Il traduttore (2016)

#### Produttore
- Il traduttore (2016)

## Teatro

### Regia
- Aiutami, aiuto, aiutami! di Andrea Jeva (2001)
- La signorina Papillon di Stefano Benni (2002)
- John e Lennon di Ennio Speranza e Giancarlo Lucariello (2003)
- Sabrina (2005)
- Notting Hill (2006)
- I Have a Dream (2008)
- Ascolta il canto del vento (2009)
- Chi ha paura muore ogni giorno (2010)
- Dietro i tuoi passi (2012)
- Una volta nella vita di Gianni Clementi (2013)
- Mrdago di Marco Bonini (2013)
- Due donne e un delitto (2015)
- Il matrimonio nuoce gravemente alla salute di Pierre Leandri e Elodie Wallace (2015)

### Regia e sceneggiatura
- Evil Bar (2012)
- Se tornassi indietro, con Ennio Speranza (2014)
- Zio Pino, con Ennio Speranza e Andrea Tagliacozzo (2015)
- La bella è la bestia, con Ennio Speranza (2016)

## Premi e riconoscimenti
- Globo d'oro
  - 2011 – Candidatura per la Miglior opera prima per L'estate di Martino
- Premio Flaiano
  - 2011 – Premio del pubblico per L'estate di Martino
- Gaeta Film Festival
  - 2016 – Miglior film per Il traduttore